# Szelemér
A Szelemér régi magyar személynév, a szül igéből származó, régi szülemér szóból ered, jelentése: ivadék, sarj, leszármazott.

## Rokon nevek
- Szilamér:[1] a Szelemér alakváltozata, Jókai Mór újította fel A bálványosi vár című regényében.[3]

## Gyakorisága
Az 1990-es években a Szelemér és a Szilamér szórványos név volt, a 2000-es években nem szerepelnek a 100 leggyakoribb férfinév között.

## Névnapok
Szelemér
- február 8.[2]
- július 17.[2]
- szeptember 12.[2]

Szilamér
- június 20.[3]
- október 17.[3]